# Søren Lilholt
Søren Lilholt Petersen (Copenaghen, 22 settembre 1965) è un ex ciclista su strada e dirigente sportivo danese.

## Carriera
Tra gli Juniores fu campione del mondo di categoria nel 1983, sia nella prova in linea che nella cronometro a squadre.
Professionista dal 1986 al 1992, seppe riportare successi di alto livello, aggiudicandosi corse come il Tour de Luxembourg 1987 e la E3 Prijs Vlaanderen - Harelbeke 1990. Nel suo palmarès figurano anche podi in corse come Grand Prix de Plouay, Grand Prix de Fourmies, Giro del Piemonte e Grand Prix Pino Cerami; salì due volte sul podio del Post Danmark Rundt, nel 1987 e nel 1988, senza però mai vincerlo né riuscire ad aggiudicarsi una tappa.
Nel 1988 conquistò il titolo nazionale in linea precedendo Bjarne Riis.

## Palmarès
- 1983 (Juniors, una vittoria)

Campionati del mondo, Prova in linea
- 1984 (K.C.K.-Herlev [Dilettanti], una vittoria)

4ª tappa Postgirot Open (Varburg > Varburg)
- 1986 (Système U, una vittoria)

2ª tappa Étoile de Bessèges (Laudun > Laudun)
2ª tappa Postgirot Open (Hamstad > Landskrona)
- 1987 (Système U, due vittorie)

1ª tappa Tour de Luxembourg (Lussemburgo > Lussemburgo)
Classifica generale Tour de Luxembourg
- 1988 (Sigma-Fina, otto vittorie)

Campionati danesi, Prova in linea
Route Adélie de Vitré
Scandinavian Open Road Race
Classifica generale Tour d'Armorique
3ª tappa Tour de Luxembourg (Walferdange > Bertrange)
4ª tappa, 2ª semitappa Tour de Luxembourg (cronometro, Lussemburgo > Lussemburgo)
2ª tappa Parigi-Nizza (Saint-Étienne > Valréas)
4ª tappa Postgirot Open (Skara > Skara)
- 1990 (Histor, cinque vittorie)

E3 Prijs Vlaanderen - Harelbeke
Flèche Hesbignonne-Cras Avernas
3ª tappa Vuelta a la Comunidad Valenciana (Elda > Sagunto)
4ª tappa Tour of Britain (Sheffield > Hull)
1ª tappa Tour d'Armonique (St. Nazaire > Lanester)
- 1990 (Histor, una vittoria)

5ª tappa, 1ª semitappa Vuelta a la Comunidad Valenciana (Vall d'Uxio > Puzol)

### Altri successi
- 1983 (Juniores)

Campionati mondiali, Cronosquadre
- 1987 (Système U/Palles Autos, quattro vittorie)

Classifica a punti Post Danmark Rundt
Roskilde - Stjerneløbet (criterium)
Belsele (kermesse)
Helchteren (kermesse)
- 1988 (Sigma-Fina/Palles Autos, una vittoria)

Wanzele Koerse (kermesse)

## Piazzamenti

### Grandi Giri
- Giro d'Italia

1992: 109º
- Tour de France

1988: 99º
1989: ritirato (alla 12ª tappa)
1990: 85º
1991: ritirato (alla 13ª tappa)
1992: 99º
- Vuelta a España

1986: ?
1987: 51º
1989: ritirato (alla ? tappa)

### Classiche monumento
- Milano-Sanremo

1988: 107º
1990: 37º
1991: 19º
- Giro delle Fiandre

1987: 52º
1988: 15º
- Parigi-Roubaix

1990: 24º
1992: 36º
- Liegi-Bastogne-Liegi

1987: 79º

### Competizioni mondiali
- Campionati del mondo

Wanganui 1983 - Cronosquadre Juniors: vincitore
Wanganui 1983 - In linea Juniors: vincitore
Villach 1987 - In linea Professionisti: ?
Ronse 1988 - In linea Professionisti: 44º
Chambery 1989 - In linea Professionisti: ?
Stoccarda 1991 - In linea Professionisti: ?
- Giochi olimpici

Los Angeles 1984 - Cronosquadre: 7º
Los AngEles 1984 - In linea: ritirato